# Vit mursenap
Vit mursenap (Diplotaxis erucoides) är en korsblommig växtart som först beskrevs av Carl von Linné, och fick sitt nu gällande namn av Augustin Pyrame de Candolle. Enligt Catalogue of Life ingår Vit mursenap i släktet mursenaper och familjen korsblommiga växter, men enligt Dyntaxa är tillhörigheten istället släktet mursenaper och familjen korsblommiga växter. Arten förekommer tillfälligt i Sverige, men reproducerar sig inte. Inga underarter finns listade i Catalogue of Life.
Blomman är vit.